# Marc Ribot
Marc Ribot (Newark, 1954. május 21. –), amerikai gitáros, zeneszerző.

## Pályafutása
Jónevű orvos fiaként született egy zsidó családban, New Jerseyben. Keresett stúdiózenésszé vált. Egyik legkorábbi munkája nagyban hozzájárult Tom Waits stílusának meghatározásához (Rain Dogs, 1985). Ezután számos albumon dolgoztak együtt.
Egyszer elpanaszolta a „Guitar Player” c. lapnak, hogy alig kapott technikai segítséget a jobbkezes játék megtanulásához annak ellenére, hogy balkezes volt.
Olyan zenésztársai voltak, mint például Jack McDuff, Wilson Pickett, Chuck Berry, Robert Plant, Elvis Costello, John Mellencamp, Diana Krall, Marianne Faithfull, Laurie Anderson, McCoy Tyner, Martin & Wood, James Carter, Allen Ginsberg, Madeleine Peyroux, Norah Jones, Jeff Bridges, Elton John.
Számos stílusban otthonosan mozog, köztük a new waveben, a free jazzben, a rock- és a kubai zenében is.

## Lemezválogatás
- Rootless Cosmopolitans (1990)
- Requiem for What’s His Name (1992)
- Marc Ribot Plays Solo Guitar Works of Frantz Casseus (1993)
- Shrek (1994)
- Don’t Blame Me (1995)
- Subsonic – Sounds of a Distant Episode (1995)
- The Book of Heads (1995)
- Shoe String Symphonettes (1997)
- The Prosthetic Cubans (1998)
- Yo! I Killed Your God (1999)
- Muy Divertido! (2000)
- Saints (2001)
- Inasmuch as Life is Borrowed (2001)
- Scelsi Morning (2003)
- Soundtracks, Vol. 2 (2003)
- Spiritual Unity (2005)
- Asmodeus: Book of Angels, Vol. 7 (2007)
- Exercises in Futility (2008)
- Party Intellectuals (2008)
- Silent Movies (2010)
- Your Turn (2013)
- Live at the Village Vanguard (2014)
- Live in Tokyo (2015) (The Young Philadelphians)
- YRU Still Here? (2018)
- Songs of Resistance 1942–2018 (2018)

## Filmzenék
- Sabbath in Paradise (1998)
- The Soul of a Man (Wim Wenders film (2003)
- A Bookshelf on Top of the Sky: 12 Stories About John Zorn (dokumentumfilm, 2004)
- The Lost String („Az elveszett húr”: dokumentumfilm az amerikai alternatív gitáros Marc Ribotról. R.: Anaïs Prosaïc, 2007)
- Gare du Nord (2013)